# طوباس
طوباس (به عربی: طوباس) مرکز استان طوباس در کرانه باختری است که در کشور فلسطین قرار دارد.